# Principado de Chernígov
El principado de Chernígov o principado de Cherníhiv (antiguo eslavo: Чєрниговскоє кънѧжьство, ruso: Черниговское княжество, ucraniano: Чернігівське князівство) es una de las más grandes formaciones estatales del Rus de Kiev. Durante un tiempo fue el segundo principado más importante, por detrás del principado de Kiev.

## Localización

Principados de la Rus de Kiev en 1237.

La mayor parte del principado de Chernígov estaba localizada en la ribera izquierda del río Dniéper, en las cuencas de los ríos Desná y Seim. Supuestamente, estuvo mayoritariamente poblado por la tribu eslava de los severianos, y parcialmente por polanos. Más tarde, el principado se extendió a las tierras de los radímiches, viátiches, y dregóviches. La capital era la ciudad de Chernígov. Otras ciudades importantes eran Nóvhorod-Síverski, Starodub, Briansk, Putivl, Kursk, Liúbech, Hlújiv, Chechersk, Hómel (Gómel), Bílhorod (Bélgorod) o Vyr. La influencia del Principado llegó lejos, tanto al norte (Múrom-Riazán), como al sudeste (principado de Tmutarakañ).

## Historia
Según la Crónica de Néstor, antes del siglo XI, el Principado estaba gobernado por antiguas tribus locales y voivodas de Kiev, que eran designados por el Gran Príncipe de Kiev para recolectar los tributos a la población, gestionar procesos judiciales, y defender el territorio de los enemigos externos. Entre los años 1024 y 1036, el principado de Chernígov pasó a la administración de Mstislav, hijo de Vladimiro el Grande, que llegó desde Tmutarakañ. Junto con Yaroslav I el Sabio gobernaron el Rus de Kiev, estableciendo la ciudad de Chernígov como uno de los más importantes centros administrativos del Rus. Tras la muerte de Mstislav, Chernígov fue incorporado al Rus de Kiev.
Después de Yaroslav el Sabio, el principado de Chernígov pasó a uno de sus hijos, Sviatoslav, que dio origen a la rama Rurikida de Chernígov. Durante la guerra civil de los Yaroslávichi, Chernígov fue disputado entre los hijos de Svyatoslav y Vsévolod. Solo por decisión del Consejo de Liúbech (1097) los hijos de Sviatoslav, Oleg, David, y sus descendientes aseguraron finalmente al Principado para su familia.
En esa época, el principado de Chernígov fue dividido en tres: Chernígov, Nóvgorod-Síverski, y Múrom-Riazán, mientras que Tmutarakañ, debido a su lejanía, fue a menudo objeto de reclamaciones, y finalmente, perdido. Múrom y más tarde, Riazán se fueron alejando de la influencia de Chernígov, después de algún tiempo, reclamados por el principado de Vladímir-Súzdal. Sin embargo, la influencia del príncipe de Chernígov se mantuvo fuerte, y conservó el título de Gran Príncipe de Kiev durante algún tiempo. Los príncipes de la rama Ruríkida de Chernígov gobernaron en Kiev durante los siglos XI al XIII.

## Lista de gobernantes
- Mstislav I, 1024-1036
- Sviatoslav II, 1054-1073
- Vsévolod I, 1073-1076
- Vladímir II Monómaco, 1076-1077
- Borís Viacheslávich, 1077
- Vsévolod I (2.º gobierno), 1077-1078
- Oleg I, 1078
- Vladímir II Monómaco (2.º gobierno), 1078-1094
- Oleg I de Chernígov, (2.º gobierno) 1094-1097
- David Sviatoslávich, 1097-1123
- Constantino de Múrom, 1123-1126
- Vsévolod II, 1126-1139
- Vladímir II Davídovich, 1139-1151
- Iziaslav I, 1151-1154
- Sviatoslav II Ólgovich, 1157-1164
- Oleg II Sviatoslávich, 1164
- Sviatoslav III de Kiev, 1164-1177
- Yaroslav II Vsévolodovich (1176-1198)[1][2]
- Ígor Sviatoslávich el Bravo (1198-1201/1202[3])[1]
- Oleg III Sviatoslávich (1201/1202[3]-1204)[1]
- Vsévolod III Sviatoslávich (1204-1206/1208)[1]
- Gleb I Sviatoslávich (1206/1208-1215/1220[4])[1]
- Mstislav II Sviatoslávich (1215/1220[4]-1223)[1]
- Miguel de Chernígov (1223-1235)[1]
- Mstislav III Glébovich (1235-1239/1241)[1]
- Rostislav Mijaílovich (1241-1242)[1]
- Miguel de Chernígov (1242-1246)[1] (2.º gobierno)
- Román I Mijáilovich el Viejo (1246/1247 - d.1288)[1][5][6]
- Oleg IV Románovich, siglo XIII
- Mijaíl II, finales siglo XIII-principios del siglo XIV
- Mijaíl III Aleksandrovich, siglo XIV
- Román II Mijáilovich (el Joven), †1370
- Dmitri Korybut c. 1372-1393
- Román II Mijáilovich (el Joven), (2.º gobierno) 1393-1401
- Absorbido por los lituanos, c. 1401